# 懒惰删除
在计算机科学中，懒惰删除（英文：lazy deletion）指的是从一个散列表（也称哈希表）中删除元素的一种方法。在这个方法中，删除仅仅是指标记一个元素被删除，而不是整个清除它。被删除的位点在插入时被当作空元素，在搜索之时被当作已占据。

## 示例
```
// javascript
var myarr=["first","2nd","3rd","4th"];
delete myarr[2]; // 删除第3个 "3rd"
console.info(myarr);
// 输出
0: "first"
1: "2nd"
3: "4th"

```

注意1后面是3

这时，如果检测数组长度，由于是懒惰删除，因此
```
console.info(myarr.length);

```

结果为4。